# Big Cartoon DataBase
Big Cartoon DataBase (BCDB; Велика база даних мультфільмів, ВБДМ) — інтернет база даних, що містить інформацію про мультики, анімаційні фільми, анімовані телевізійні шоу і анімаційні короткометражки.
Проєкт ВБДМ почався 1996 року зі списку мультфільмів компанії Волта Діснея на локальному комп'ютері творця проєкту Дейва Коха. Разом із зростанням інтересу до матеріалу, база даних вийшла онлайн в 1998 році як пошуковий ресурс присвячений збору інформації про мультфільми, в тому числі виробничих деталей, таких як голоси акторів, продюсери і режисери, а також короткий зміст та відгуки користувачів на мультфільми. В 2003 ВБДМ ввійшла у список неприбуткових організацій 501(c). 24 червня 2009 року Дейв Кох оголосив на форумі проєкту про досягнення позначки 100 000 назв анімаційних фільмів у базі ВБДМ